# Жабий камень

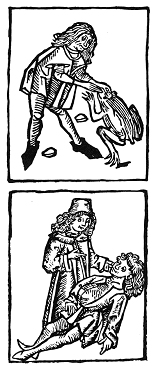
Иллюстрация Иоганна Кауба 1497 года, показывающая добычу и применение бафонита

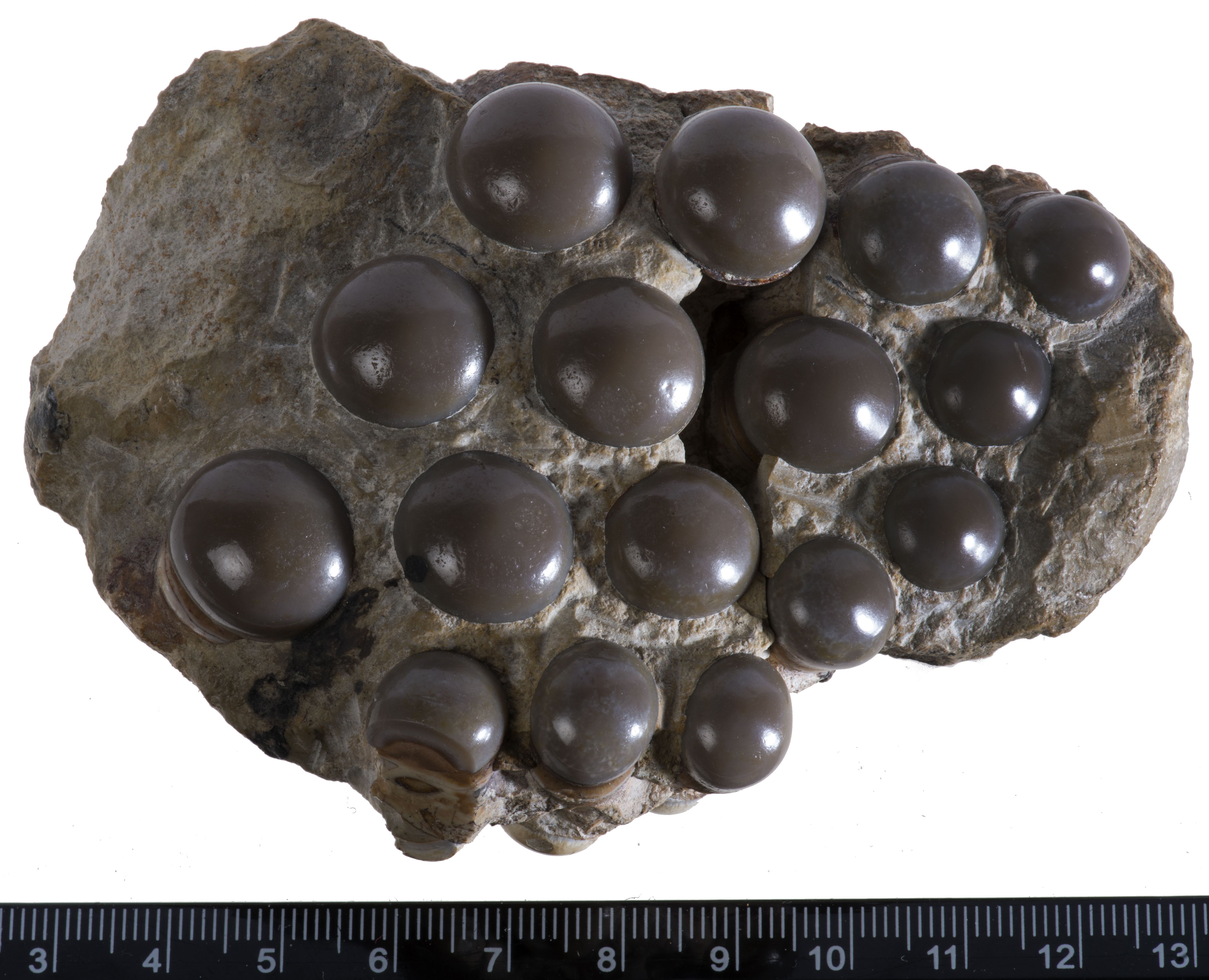
Зубы Lepidotes maximus

Жабий камень (англ. Toadstone), также известный как жабовый камень и бафонит — мифический синий камень или самоцвет, который якобы служил в качестве противоядия, и который согласно поверьям можно было найти в голове жабы. При этом стоит отличать жабий камень от батрахита — лягушачьего камня, который якобы можно найти в головах лягушек.
Жабьим камнем также называли окаменелые зубы лепидотов — вымершего рода лучепёрых рыб юрского и мелового периодов, считавшиеся «камнями совершенной формы».

## Поверья, связанные с камнем
В какой-то момент появилось мнение, что эти окаменелости — это драгоценные камни, которые сверхъестественным образом образуются в головах жаб. Первое их описание было дано Плинием Старшим в первом столетии.
По словам Пола Тейлора из английского музея естественной истории:
Как и акульи зубы, бафониты считались противоядиями и использовались в лечении эпилепсии. Уже в начале 14-го века люди начали украшать ювелирные изделия бафонитами из-за их магических способностей. В их фольклоре, бафонит нужно было извлекать из старой жабы, пока она ещё жива, что, по утверждениям натуралиста XVII века Эдварда Топселя, можно было сделать, положив жабу на кусок красной ткани.
Кроме того, «жабий камень» — старое шахтёрское название базальтовых вкраплений в дербиширском известняке.

## Аллюзии в литературе
В поэме Шекспира «Как вам это понравится» бафонит упоминается как аллюзия на Старого Герцога (Акт 2, Сцена 1, строки с 12-14).

Sweet are the uses of adversity; 

Which, like the toad, ugly and venomous, 

Wears yet a precious jewel in his head.

В рассказе Джеймса Бранча Кабела «Дочери Бальтазара» (сборник «В определенный час») и его сценической адаптации Торговцы драгоценностями, Алессандро де Медичи пытается соблазнить Грациозу, перечисляя имевшиеся у него драгоценные камни, в том числе и «драгоценности, вырезанные из мозга жабы».
В первом романе (и его экранизации) об Анжелике упоминается жабий камень как определитель яда: меняет цвет, когда попадает в яд. Однако он приносил и вред: некоторые проглатывали его и умирали.